# Бакатин, Вадим Викторович
Вади́м Ви́кторович Бака́тин (6 ноября 1937, Киселёвск, Новосибирская область, РСФСР, СССР — 31 июля 2022, Москва, Россия) — советский партийный и государственный деятель, либеральный реформатор органов госбезопасности. Первый секретарь Кировского и Кемеровского обкома КПСС (1985—1988), Министр внутренних дел СССР (1988—1990), кандидат на выборах Президента РСФСР (1991), последний руководитель КГБ СССР (МСБ СССР) (1991—1992).

## Родители и образование
Родился в городе Киселёвске Новосибирской области (с 1943 года — Кемеровская область). Отец — Виктор Александрович Бакатин (1912—1990) — маркшейдер, мать — Нина Афанасьевна Бакатина (урождённая Куликова) (1912—1991) — врач-хирург.
В детстве Вадим Бакатин неплохо рисовал и даже задумывался о поступлении в художественное училище.
Среднюю школу окончил в 1955 году с серебряной медалью, что позволило ему поступить в ВУЗ без экзаменов.
В 1960 году окончил Новосибирский инженерно-строительный институт имени В. В. Куйбышева (по специальности — инженер-строитель) и военную кафедру при нём (1960), Академию общественных наук при ЦК КПСС (1985).

## Карьера в строительной отрасли
После окончания института в течение 13 лет (1960—1973) работал на различных должностях в строительной сфере Кемеровской области. Характеризуя строительный этап карьеры Бакатина, журналист Л. Млечин подчёркивает, что «в среднем каждые два года его повышали: он сразу показал себя хватким и волевым администратором, умеющим добиваться своей цели».
Сначала Вадим Бакатин работал мастером (1960—1961) и прорабом (1961—1962), затем — начальником участка строительного управления № 1 треста «Кемеровохимстрой» (1962—1963).
С 1963 по 1969 годы — главный инженер строительного управления № 3 треста «Кемеровохимстрой». В ноябрь1964 года вступил в КПСС.
С 1969 по 1971 годы — начальник строительного управления № 4 треста «Кемеровохимстрой».
С 1971 по 1973 годы — главный инженер Кемеровского домостроительного комбината.
В 1973 году перешёл на партийную работу.

## Партийная карьера
Вспоминая о переходе из строительной сферы в партийную, Вадим Бакатин любил рассказывать, как его в сапогах и ватнике привезли в кабинет первого секретаря Кемеровского горкома КПСС, который принял решение рекомендовать его на партийную работу.
С апреля 1973 года по апрель 1975 года — второй секретарь Кемеровского горкома КПСС. С апреля 1975 года по март 1977 года — заведующий отделом строительства, с марта 1977 года по октябрь 1983 года — секретарь Кемеровского обкома КПСС.
В 1983 году Вадим Бакатин попал в поле зрения заведующего Отделом организационно-партийной работы ЦК КПСС, будущего члена Политбюро Егора Лигачёва, который отвечал за подбор кадров. Это способствовало карьерному взлёту Бакатина. С октября 1983 года по март 1985 года — инспектор ЦК КПСС. Затем, после окончания Академии общественных наук при ЦК КПСС (1985), был направлен на должность первого секретаря Кировского обкома КПСС, которую занимал с 22 марта 1985 года по 26 мая 1987 года. Стал первым в СССР региональным лидером КПСС, занявшим свой пост при новом Генеральном секретаре ЦК КПСС Михаиле Горбачёве.
В годы работы в Кировской области Вадим Бакатин активно способствовал дорожному строительству, открытию нового художественного музея, строительству цеха мороженого, открытию катка с искусственным льдом и 70 спортивных залов в крупных колхозах, передаче Вятской епархии Трифонова монастыря, а также выполнению других задач.
С 7 мая 1987 по 17 ноября 1988 года — первый секретарь Кемеровского обкома КПСС.
С 6 марта 1986 года по 24 августа 1991 года — член ЦК КПСС. Депутат Верховного Совета СССР (1986—1989).

## Министр внутренних дел СССР
20 октября 1988 года Вадим Бакатин был назначен министром внутренних дел СССР вместо Александра Власова, возглавившего Совет министров РСФСР. Ему было присвоено воинское звание генерал-лейтенанта. 23 марта 1990 года был назначен членом Президентского совета СССР.
На пост министра Бакатина после XIX Всесоюзной конференции КПСС пригласил Генеральный секретарь ЦК КПСС Михаил Горбачёв со словами: «Мне не нужны министры-милиционеры. Мне нужны политики».
Сам Вадим Бакатин впоследствии вспоминал: «…Горбачёв был уверен, что я никогда не буду красть, а мои слабости, мой провинциализм были ему скорее на руку. По-видимому, выбирая меня на этот исключительно важный государственный пост, он считал, что мною можно будет легко управлять. Совершенно справедливое желание, а ошибся он или нет — не мне судить».
В качестве главы МВД СССР Вадим Бакатин расследовал инцидент, произошедший 28 сентября 1989 года с народным депутатом СССР Борисом Ельциным и докладывал об этом на президиуме Верховного Совета СССР.
При Бакатине продолжилось создание в регионах отрядов милиции особого назначения (ОМОН), начатое предыдущим министром Александром Власовым. Также при Бакатине на вооружение советской милиции поступили резиновые дубинки, получившие прозвище «демократизатор».
На посту министра Бакатин отменил практику использования органами внутренних дел СССР платных осведомителей (в рамках операции «Чистое поле»). Данный шаг Бакатина неоднократно подвергался и критике, поскольку агентурная сеть осведомителей советского милицейского аппарата использовалась в борьбе с преступностью и не сводилась только к «стукачеству» и наветам.
При министерстве Бакатина подследственных в СИЗО системы МВД СССР впервые стали кормить горячей пищей.
Бакатин также способствовал усилению самостоятельности и независимости от центра республиканских министерств внутренних дел союзных республик СССР. Соответствующий договор был подписан им в качестве министра с Эстонией. Готовилось подписание аналогичных договоров МВД СССР с Литвой, Латвией, Молдавией и Россией.
Проявляя жёсткость в отношении кадровых сотрудников правоохранительных органов («я гонял это МВД, как сидоровых коз»), Бакатин боролся с попытками использовать органы МВД и ОМОНа как аппарат подавления народных волнений («я буду действовать в рамках Закона»). Последнее стало одной из причин его отставки.
В марте 1990 года отказался от выдвижения своей кандидатуры депутатской группой «Союз» на пост Президента СССР в качестве альтернативы Михаилу Горбачёву.
1 декабря 1990 года был освобождён от должности министра внутренних дел СССР из-за недовольства группы «Союз» его линией на придание большей самостоятельности министерствам внутренних дел союзных республик и отказа Бакатина применять силу в Прибалтике, где усиливались сепаратистские настроения. Другой причиной отставки Бакатина с министерского поста стало недовольство его действиями Президента СССР Михаила Горбачёва. Перед ноябрьскими праздниками 1990 года Горбачёв потребовал от Бакатина пресечь проведение альтернативной демонстрации демократических сил на Красной площади Москвы. После отказа Бакатина Горбачёв заявил ему: «Ты трус!»
Новым министром внутренних дел СССР стал председатель Комитета партийного контроля при ЦК КПСС, сторонник более жёстких мер Борис Пуго, будущий член ГКЧП.
Несмотря на отставку, Вадим Бакатин остался в команде Горбачёва и в марте 1991 года был утверждён членом Совета безопасности при Президенте СССР, где занимался вопросами внутренней политики.

## Кандидат в Президенты РСФСР
12 июня 1991 года участвовал в качестве независимого кандидата в выборах Президента РСФСР (в паре с кандидатом в вице-президенты Рамазаном Абдулатиповым). Его кандидатура была выдвинута, в основном, трудовыми коллективами Кировской области.
До этого Бакатин отказался от предложения Бориса Ельцина баллотироваться в паре с ним в качестве кандидата в вице-президенты. Возможно, по просьбе Горбачёва, который рассчитывал, что Бакатин, баллотируясь самостоятельно, оттянет часть голосов у Ельцина. По словам Бакатина, прямого предложения баллотироваться вместе с Ельциным ему не делали, но по поручению Ельцина к нему приходил председатель Комитета по вопросам обороны и безопасности Верховного Совета РСФСР Сергей Степашин, задавший вопрос: «Как бы он поступил, если бы Ельцин предложил ему пост вице-президента?» Тем не менее Бакатин к тому времени уже принял решение идти на выборы самостоятельно.
В своей предвыборной программе кандидата в Президенты России Вадим Бакатин выступал за сохранение СССР, рассматривая Россию как «главный союзообразующий компонент государства», за переход к рынку, но без излишней поспешности.
Занял среди кандидатов последнее место, получив 3,42 % голосов и проиграв не только Борису Ельцину (57,30 %) и Николаю Рыжкову (16,85 %), но также Владимиру Жириновскому (7,81 %), Аману Тулееву (6,81 %) и Альберту Макашову (3,74 %).
Борису Ельцину Бакатин проиграл даже в Кировской области, трудовыми коллективами которой он был выдвинут кандидатом в Президенты.
Л. М. Млечин упоминает, что «на выборах Бакатин сделал много ошибок. Он отказался от помощи первых профессионалов, которые занимались имиджем политиков. Также Бакатин запретил выпускать пропагандистские листовки и плакаты. Неудачно выступал, речи у него получались слишком длинными и академическими». О. М. Попцов писал, что Бакатин вёл свою избирательную кампанию вяло. Против него работал убывающий авторитет Горбачёва.

## Действия во время Августовского путча 1991 года
Во время событий 19—21 августа 1991 года активно выступал против Государственного комитета по чрезвычайному положению (ГКЧП) и участвовал в поездке за Президентом СССР Михаилом Горбачёвым в Форос.
19 августа, узнав о создании ГКЧП из телевизионных новостей, Бакатин из дома направился в Кремль к вице-президенту СССР Геннадию Янаеву. По воспоминаниям Бакатина, Янаев «сам на себя был не похож: чрезвычайно нервозный». Бакатину тот заявил, что Горбачёв «в полной прострации», «себя совсем не контролирует, не осознаёт, что́ делает» и «надо принимать управление на себя». Бакатин ему ответил: «Я в эти игры не играю». После этого он написал на имя Янаева заявление об отставке с поста члена Совета безопасности при Президенте СССР «в связи с неконституционным отстранением от власти Президента СССР». Попытки Бакатина связаться с Горбачёвым 19 августа по спецсвязи не имели успеха.
20 августа Бакатин написал новое заявление на имя Янаева с просьбой, чтобы «государственный переворот не привёл к кровопролитию и массовым жертвам». В тот же день, совместно с другим членом Совета безопасности при Президенте СССР Евгением Примаковым, Бакатин сделал совместное заявление для СМИ об антиконституционности действий ГКЧП, требованиями вывести с улиц городов бронетехнику и предоставить Горбачёву возможность выступить публично. Министр иностранных дел СССР Александр Бессмертных, с которым созванивался Примаков, отказался присоединиться к ним и подписать это обращение.
По инициативе вице-президента РСФСР Александра Руцкого Бакатин 20 августа также созванивался с министром обороны СССР маршалом Дмитрием Язовым и просил его не штурмовать Белый дом. Язов заверил Бакатина, что «штурма не будет».
21 августа Вадим Бакатин вместе с вице-президентом РСФСР Александром Руцким, председателем Совета министров РСФСР Иваном Силаевым, заместителем министра внутренних дел РСФСР Андреем Дунаевым, Евгением Примаковым и другими участвовал в полёте за Михаилом Горбачёвым в Форос на служебном самолёте.

## Председатель КГБ СССР. Реорганизация советских спецслужб

### Назначение
После провала выступления ГКЧП, 23 августа 1991 года по настоянию Ельцина президент СССР Михаил Горбачёв и президенты союзных республик в ходе встречи в Кремле предложили Вадиму Бакатину возглавить КГБ СССР для его реорганизации и реформирования. Позже, в мемуарах, Ельцин пояснил цель этого назначения: «перед ним стояла задача разрушить эту страшную систему подавления, которая сохранялась ещё со сталинских времён». Бакатин сказал им, что считает более подходящей кандидатуру председателя комитета по безопасности Верховного Совета СССР Юрия Рыжова. Тем не менее в присутствии Бакатина Горбачёв подписал указ о его назначении и внёс данное решение на рассмотрение сессии Верховного Совета СССР. 29 августа 1991 года Верховный Совет СССР, согласно пункту 3 статьи 113 Конституции СССР, утвердил назначение Бакатина председателем КГБ, который имел статус министра.
В сентябре 1991 года принял диссидента Владимира Буковского. «Известно было, что настроен он очень решительно и, хотя при Горбачёве прошёл обычную карьеру от секретаря обкома до министра внутренних дел, возглавляемое им ведомство терпеть не может». (В. Буковский).
С 1 октября по 25 декабря 1991 года — член Совета обороны при Президенте СССР.

### Концепция реформы КГБ
Приступая к реформированию КГБ СССР, Вадим Бакатин считал неприемлемыми наиболее радикальные инициативы (полное упразднение КГБ, увольнение всех его сотрудников и набор новых кадров в новую структуру), по которым пошли в ГДР («Штази» была распущена в 1989 году) и в Чехословакии (СГБ распустили в 1990 году, а её сотрудников подвергли люстрации). По мнению Бакатина, это привело бы к развалу органов безопасности.
В мемуарах Вадим Бакатин упоминает о 7 принципах, которыми он руководствовался при реформирования КГБ СССР:
1. Дезинтеграция. Раздробление КГБ на ряд самостоятельных ведомств, которые уравновешивали бы друг друга и конкурировали бы друг с другом.
2. Децентрализация. Предоставление полной самостоятельности органам безопасности союзных республик СССР при координирующей работе межреспубликанских структур.
3. Соблюдение законности, прав и свобод человека.
4. Деидеологизация.
5. Эффективность. Главное внимание — внешнему криминальному влиянию на внутренние дела, борьба с организованной преступностью, представляющей угрозу безопасности страны.
6. Открытость, насколько возможно. Общество должно понимать и поддерживать цели спецслужб.
7. Ненанесение ущерба безопасности страны.

Бакатин подчёркивал, что его вариант реорганизации КГБ «был вариантом реформ, а не разрушения». Он считал необходимым «сделать так, чтобы КГБ не представлял угрозы для общества, не допуская при этом развала системы государственной безопасности».

### Реорганизация КГБ. Создание Межреспубликанской службы безопасности
Выведение из состава КГБ СССР отдельных структур, переподчинение их другим ведомствам или придание самостоятельного статуса началось уже в августе 1991 года, в первую неделю председательства Бакатина. «Многие структуры с нескрываемым удовольствием уходили из-под эгиды КГБ, так как это приводило к повышению их статуса», — пишет В. Бакатин.
Прежде всего, из подчинения КГБ были выведены несколько десятков тысяч войск спецназа, которые указом Президента СССР были переданы Советской армии.
9-е управление КГБ СССР («девятка»), отвечавшее за охрану первых лиц государства, было передано в непосредственное подчинение Президенту СССР и стало Управлением охраны при аппарате Президента СССР.
Из состава КГБ был выведен комплекс управлений, отвечавших за правительственную связь, шифрование и радиоэлектронную разведку. На их базе был создан Комитет правительственной связи при Президенте СССР.
Управление КГБ СССР по Москве и Московской области было выведено из центрального аппарата и переподчинено КГБ РСФСР.
Самостоятельным ведомством стало Первое главное управление КГБ СССР (внешняя разведка). Одним из ярых сторонников вывода разведки был начальник ПГУ генерал-лейтенант Леонид Шебаршин. В сентябре 1991 года Шебаршин ушёл из КГБ из-за разногласий с Бакатиным и руководителем Центральной службы разведки СССР, а затем директором Службы внешней разведки России Евгением Примаковым, назначенным по инициативе Бакатина.
Погранвойска СССР также были выведены из подчинения КГБ и стали самостоятельной структурой — Комитетом по охране государственной границы СССР.
Оставшиеся структурные подразделения составили основу Межреспубликанской службы безопасности — основного правопреемника КГБ. 6 ноября 1991 года указом Президента СССР Бакатин был назначен руководителем Межреспубликанской службы безопасности. Приоритетной задачей МСБ, по его мнению, должно было стать проведение контрразведовательной работы по пресечению деятельности иностранных спецслужб и организаций, наносящих ущерб СССР. В составе МСБ также осталась и военная контрразведка: Бакатин согласился с доводами о том, что передача бывшего 3-го главного управления КГБ министерству обороны могло бы превратить военную контрразведку в карманную структуру.
Окончательное юридическое закрепление реорганизации советских спецслужб завершил принятый неконституционным Советом Республик Верховного Совета СССР Закон СССР от 3 декабря 1991 года «О реорганизации органов государственной безопасности», в соответствии с которым КГБ СССР упразднялся и вместо него создавались три самостоятельные структуры: Межреспубликанская служба безопасности, Центральная служба разведки и Комитет по охране государственной границы СССР с объединённым командованием Пограничных войск.

### Передача американцам схем подслушивающих устройств в посольстве США в СССР
К 1985 году США пришли к выводу, что возводимое ими с 1979 года на территории посольства новое многоэтажное офисное здание полностью пронизано сложной системой прослушивания; здание не было завершено и было принято решение о его полном сносе.
С санкции руководства страны — по решению Горбачёва — Бакатин передал американской стороне чертежи подслушивающих устройств в посольстве США в Москве, в знак «доброй воли».
5 декабря 1991 года представитель посольства США в СССР Джеймс Коллинз получил от Бакатина техническую документацию, относящуюся к установке и использованию сверхсекретных подслушивающих устройств в новом здании американского посольства в Москве. В итоге здание было частично перестроено и открыто в июле 2000 года.
Передача информации о подслушивающих устройствах вызвала широкую волну критики в национал-патриотической прессе и среди сотрудников МСБ, содержащую обвинения в «государственной измене».
Тогдашний руководитель Агентства федеральной безопасности РСФСР В. В. Иваненко в 2011 году вспоминал об этом: «Он сдал систему, не посоветовавшись с профессионалами. Я об этом узнал только по радио. Бакатин потом говорил, что этот шаг он согласовал с обоими президентами (СССР и РСФСР), у него было письмо с их визами. Но разве это компетенция президентов? Думаю, что они не понимали, к чему это может привести. А для сотрудников КГБ это был удар. Сдавать святая святых — технику подслушивания в посольстве если не противника, то конкурента! Бакатин оправдывался: мол, американцам всё равно об этом было известно. Ничего подобного! Там была применена совершенно новая технология. Элементы звукопроводящей системы были замурованы в кирпичах. Мы их получали от зарубежных поставщиков. Это было ноу-хау. Строили зарубежные подрядчики, которым американцы доверяли. КГБ завербовал подрядчиков».
Опубликованы также воспоминания и мнение об этом экс-посла США в России Дж. Коллинза, бывшего непосредственным участником тех событий.
Данная история сподвигнула Леонида Гайдая и Аркадия Инина к написанию сценария для комедии «На Дерибасовской хорошая погода, или на Брайтон-Бич опять идут дожди»: в фильме присутствует эпизод, в котором генерал КГБ (Юрий Волынцев) даёт указание передать сотрудникам ЦРУ списки агентов КГБ и раскрыть перед ними карту с расположением секретных объектов.

### Отставка
9 декабря 1991 года генеральный директор Агентства федеральной безопасности РСФСР Виктор Иваненко проинформировал Бакатина насчёт подписания Беловежского соглашения о прекращении существования СССР и попросил его не оказывать противодействия российским властям. Спустя 2 недели, 24 декабря Бакатин покинул свой рабочий кабинет на Лубянке.
15 января 1992 года указом Президента России Б. Ельцина Бакатин официально был освобождён от должности руководителя МСБ. Аналогичный указ не был издан Президентом СССР М. Горбачёвым перед уходом в отставку 25 декабря 1991 года.
Ельцин, до подписания указа об отставке, предлагал ему отправиться послом в США, но Бакатин отказался.

## После отставки
С марта 1992 года по 1997 год работал в Международном фонде экономических и социальных реформ (фонд «Реформа») вместе с академиками Станиславом Шаталиным, Леонидом Абалкиным и Николаем Петраковым. Руководил департаментом политических и межнациональных исследований фонда.
Позднее работал советником в компании «Альфа-цемент», в инвестиционной компании «Восток-капитал», куда его пригласил член консультационного совета Baring Vostok Capital Partners, президент и председатель совета директоров компании «Восток Капитал», лётчик-космонавт Алексей Леонов.
Скончался в Москве 31 июля 2022 года. Похоронен на Троекуровском кладбище (уч. 34).

## Семья
- Жена — Людмила Антоновна Бакатина (род. 1938), врач-невролог[6].
  - Сыновья — Александр (род. 1959) и Дмитрий (род. 1965)[6]
  - Внук — Вадим Дмитриевич Бакатин (род. 1998).

## Цитаты
В связи с уходом Егора Гайдара из правительства, Бакатин сказал: 
Уход реформаторов с корабля проясняет только одно: корабль в плачевном состоянии. И трудно сказать, проиграл ли Гайдар, но общество безусловно выиграет. Мне представляется, что он идеалист в экономике и романтик в политике. Безусловно, он честный человек, но столь же безусловно, что в последнее время, мягко говоря, стал обманывать свой народ. Сказались пресловутые соображения «политической целесообразности» и неизбежное для попавших во властную элиту инфицирование вирусом тщеславия и непогрешимости власти. Этот вирус подавил природную искренность, которую Егор Тимурович вместе с Борисом Николаевичем больше всего ценят из человеческих качеств. Именно ложь, а не оппозиция сгубила гайдаровские реформы. Монополия на истину, неумение и нежелание честно признавать ошибки (неизбежные в столь новом и сложном деле) привели к абсолютно неуправляемой ситуации в экономике, а самое главное — породили отвращение у большинства людей к «реформам» и более того — к реформаторам

## Мемуары
- Бакатин В. В. Кузбасс в XI пятилетке. — Кемерово: Книжное издательство, 1982. — 144 с.
- Бакатин В. В. Избавление от КГБ. — М.: Новости, 1992. — 267 с. — ISBN 5-7020-0721-2.
- Бакатин В. В. Освобождение от иллюзий: Взгляд министра внутренних дел СССР на события 1989—1990 годов. — Кемерово: Книжное издательство, 1992. — 181 с. — ISBN 5-7550-0343-2.
- Бакатин В. В. Дорога в прошедшем времени. — М.: Дом, 1999. — 448 с. — ISBN 5-85201-349-8.
- Бакатин В. В. Покорённые Сибирью: История нашего рода. — М.: [б. и.], 2007. — 175 с. — ISBN 978-5-94691-291-4.